# برای (شهر)
برای (به لاتین: Brye) یک منطقهٔ مسکونی در بلژیک است که در فلورو واقع شده‌است.